# Arce (satélite)
Arché o Arce (Αρχη griego), o Júpiter XLIII, es un satélite retrógrado irregular de Júpiter. Fue descubierto por un equipo de astrónomos de la Universidad de Hawái dirigidos por Scott S. Sheppard, en el año 2002, y recibió la designación provisional de S/2002 J 1.
Arce tiene unos 3 kilómetros de diámetro, y orbita a Júpiter a una distancia media de 23,717 millones de km en 746,185 días, a una inclinación de 165º con respecto a la eclíptica (162° al ecuador de Júpiter), en una dirección retrógrada y con una excentricidad de 0,3678. 
Fue nombrada en octubre de 2002 como Arque, una de las que, para algunos autores griegos, era una de las cuatro musas originales, en adición a las tres principales: Aede, Melete y Mneme.
Pertenece al grupo de Carmé, compuesto de los satélites irregulares retrógrados de Júpiter con órbitas entre los 23 y 24 millones de km. y con una inclinación de alrededor de 165°.